# Mason City (Iowa)
Mason City é uma cidade localizada no estado americano de Iowa, no Condado de Cerro Gordo.

## Demografia
Segundo o censo americano de 2000, a sua população era de 29.172 habitantes.
Em 2006, foi estimada uma população de 27.740, um decréscimo de 1432 (-4.9%).

## Geografia
De acordo com o United States Census Bureau tem uma área de
67,8 km², dos quais 66,8 km² cobertos por terra e 1,0 km² cobertos por água. Mason City localiza-se a aproximadamente 344 m acima do nível do mar.

## Localidades na vizinhança
O diagrama seguinte representa as localidades num raio de 16 km ao redor de Mason City.